# Gießerstele

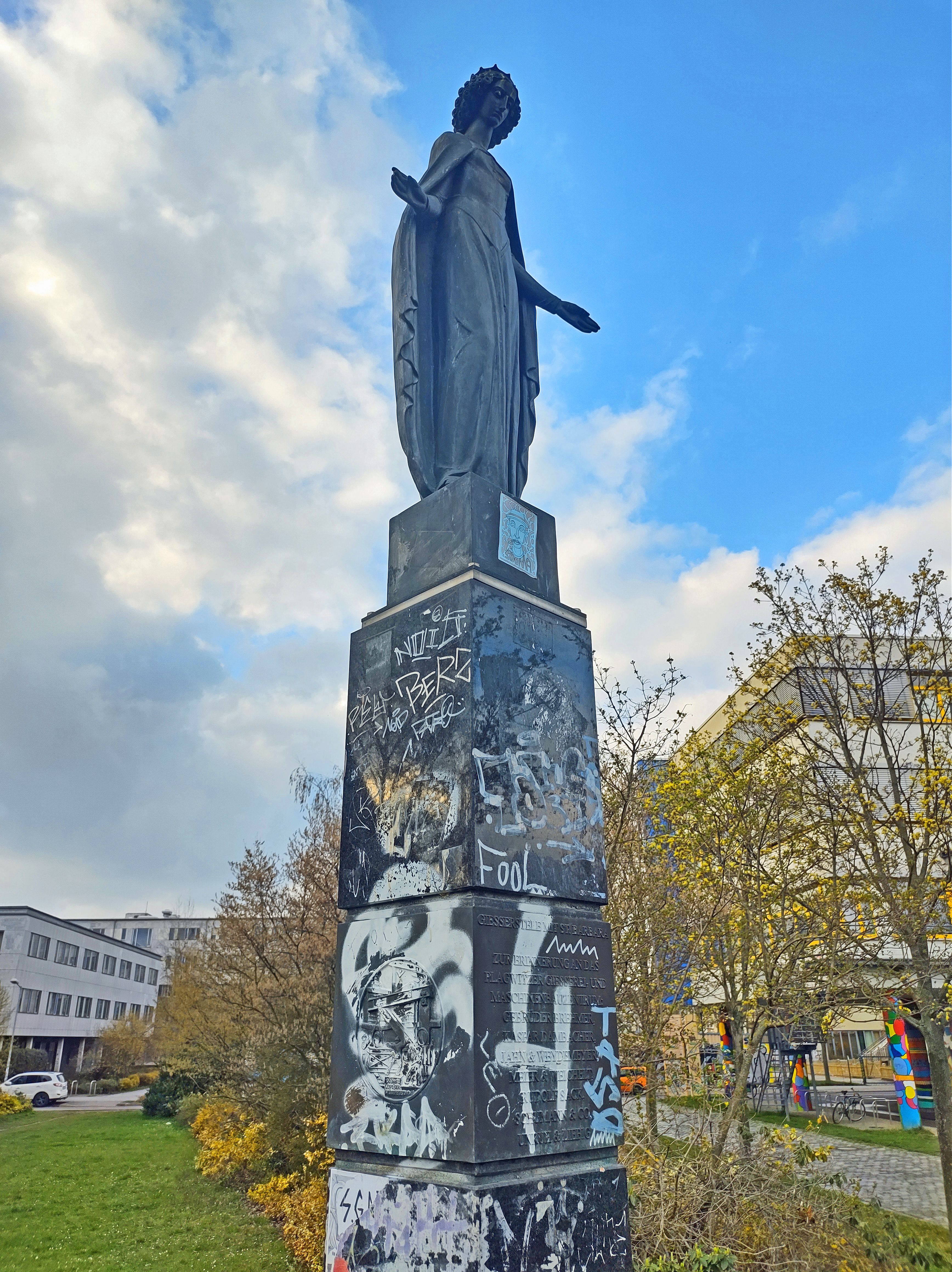
Gießerstele (2023)

Die Gießerstele (auch Gießerstele St. Barbara oder Barbara-Denkmal) ist ein Denkmal in Leipzig-Plagwitz, das an die Tradition dieses Stadtteils auf dem Gebiet der Gießereitechnik und des Maschinenbaus erinnert.

## Lage und Gestalt
Die Gießerstele steht am westlichen Ende des Stadtteilparks Plagwitz auf leicht erhöhtem Gelände nahe der Einmündung der Industriestraße in die Gießerstraße.
Das Denkmal besteht aus einer 2,40 Meter hohen Granitsäule mit quadratischem Querschnitt, auf der eine 1,40 Meter hohe Frauenfigur aus Bronze in segnender Haltung steht, die Heilige Barbara. Sie ist vor allem bekannt als Schutzheilige der Bergleute, gilt aber auch als diejenige der Gießer.
An der Säule ist eine Gliederung angedeutet. Der Mittelteil trägt auf der Vorderseite in Großbuchstaben die Inschrift: Giessereistele mit St. Barbara / Zur Erinnerung an das / Plagwitzer Giesserei- und / Maschinenbauzentrum: / Gebrüder Brehmer / Kaspar Dambacher / Jahn & Weydemeyer / Meier & Weichelt / Rudolph Sack / Schumann & Co / Unruh & Liebig. Auf der Rückseite steht: Errichtet im Expojahr 2000, gefolgt von der Aufzählung der Förderer des Denkmals. Seitlich sind ovale Bronzeplatten angebracht; die linke trägt die Inschrift: 150 Jahre / Leipziger / Giessereigeschichte.
Die Säule wird exzessiv für vandalistische Graffiti missbraucht. Seit November 2024 fehlt die Statue.

## Geschichte
Im Jahr 2000 nahm Leipzig mit dem regionalen Projekt Plagwitz auf dem Weg ins 21. Jahrhundert an der Expo 2000 teil. In diesem Rahmen beschloss die Landesgruppe Sachsen und Thüringen des Vereins Deutscher Gießereifachleute die Errichtung eines Denkmals für die Heilige Barbara. Als Vorlage für die Statue diente ein älteres Original, das von Heinrich Moshage (1896–1968) für das Bergbauhaus in Senftenberg entworfen worden war. Den Nachguss übernahm die Kunstgießerei Lauchhammer. Die seitlichen Bronzeplatten gestaltete Christa Merdon. Die Enthüllung des Denkmals fand am 24. Mai 2000 statt.
Zwischen dem 20. und 25. November 2024 wurde die Statue der Heiligen Barbara von Unbekannten gestohlen. Kriminalistische Ermittlungen blieben erfolglos. Es gibt Überlegungen, die Statue zu ersetzen, gegebenenfalls in einer Ausführung mit einem unedleren Werkstoff als „Diebstahlsicherung“.